# Шедра (река)
Шедра — река в Бурзянском и Баймакском районах Башкортостана. Длина реки составляет 29 км.
Берёт исток с горы Бузурташ. Генеральное направление течения — юг. Протекает через село Темясово, к юго-западу от которого впадает в реку Талатши.
Притоки:
- левый: Ялан-Айры[3];
- правые: Бишбаш[3], Киржамъелга[3].

## Данные водного реестра
По данным государственного водного реестра России относится к Уральскому бассейновому округу, водохозяйственный участок реки — Сакмара от истока до впадения реки Большой Ик. Речной бассейн реки — Урал (российская часть бассейна).
Код объекта в государственном водном реестре — 12010000512112200004815.